# Fonderies du Lion
Les Fonderies du Lion étaient une société créée en 1920 à Couvin (Belgique). Elle fut la dernière fonderie  en activité dans une ville qui en connut plusieurs.

## Les précurseurs
Dans la région, on trouve trace de forges dès le XVIe siècle, en raison de la présence de minerai, d'eau et de combustible (bois). Au XVIIIe siècle, l'industriel Jean-Marie Stanislas Desandrouin, héritier notamment des Compagnie des mines d'Anzin, y développe une fabrication proto-industrielle de machines à feu, requise pour le pompage d'exhaure de ses mines. On y fond également des canons, dopée par la demande des armées Napoléoniennes. L'absence de succession industrielle au sein de la famille Desandrouin et l'instabilité politique de la région à la fin du XVIIIe siècle et au début du suivant privent ces forges de l'essentiel de leurs clients désormais étrangers. Elles ferment en 1837.
Un demi siècle plus tard, l'industrialisation de la Belgique atteint à nouveau la région. Plusieurs entreprises voient le jour :

### Les fonderies Saint-Joseph
Celles-ci sont fondées en 1888 à l'initiative du clergé et de la bourgeoisie catholique locale.
En 1907 elle créé un nouvel établissement à Anhée, capable de réaliser l'ensemble des étapes nécessaires à la production de casseroles et d'autres équipements (fonderie, polissage, étamage et émaillerie, assemblage et expéditions).
En 1927 (1930 selon d'autres sources), elle fusionne avec les fonderies du Samson pour former les « Fonderies Samson et Saint Joseph Réunies ». Les quatre sites d'exploitation sont conservés : Seilles pour les chaudières, Namêche pour les taques d’égouts et la tuyauterie, Couvin pour la poêlerie et Anhée (qui est agrandie afin de produire des radiateurs en fonte).
Après la Seconde Guerre mondiale, le développement des radiateurs en tôle (chauffage central) et  la disponibilité de nouveaux matériaux pour la poêlerie réduisent drastiquement la demande de produits à base de fonte. Anhée (qui a compté jusqu'à 400 employés dans les années 1930) ferme en 1958.

### La Couvinoise
Ces ateliers sont fondées en 1891 à l'initiative de la bourgeoisie libérale locale.

### Les ateliers de l'Eau-Noire
Créés en 1907 par Victor Remy, l'atelier produit après la Seconde Guerre mondiale des chaudières à mazout réputées sous la marque Somy.

### Les fonderies Saint-Roch
Créés en 1920, cet atelier ne fabrique pas de poêles, mais bien des chaudières et des radiateurs, sous la marque EFEL. Ce seront les seuls à ne pas être absorbés par la fonderie du Lion. Elle sera déclarée en faillite en 1991. Acquise par le groupe britannique Enertech, elle poursuivra ses activités jusqu'en 2018.

## La consolidation
Durant la première moitié du XXe siècle, l'industrie des appareils de chauffage en fonte est florissante. Malgré son implantation excentrée et un nombre assez élevé de concurrents, les productions couvinoises conservent une bonne place dans un marché qui semble insatiable. Le prix du charbon reste bon marché et l'augmentation du niveau de vie invite à multiplier les points de chauffage dans les maisons.

## La récession
C'est toujours le cas au lendemain du second conflit mondial. La pétrochimie se développe, mais dans un premier temps, le charbon garde sa place grâce à son prix compétitif et au parc installé. L'évolution de la société - notamment l'accès au monde du travail pour les femmes - induit un changement dans les foyers : la cuisinière n'a plus de raison d'être le principal appareil de chauffage puisque la ménagère n'y passe plus sa journée. La percée de la poêlerie en tôle émaillée et aluminium, la cuisine au gaz et le chauffage central (souvent au mazout) font chuter la demande de pièces en fonte. Le poêle devient un produit de niche. Ceux qui ont misé sur la chaudière au mazout prennent de plein fouet la crise pétrolière de 1973, et la production issue de pays à la main d'œuvre bon marché concurrence frontalement les productions locales.
La poêlerie survit à Couvin grâce à la consolidation.
L'eau Noire absorbe Samson - Saint-Joseph au début des années 1970, puis La Couvinoise. L'outil reste performant, mais la concurrence internationale ne chôme pas.
Par ailleurs, la faillite de l'actionnaire de référence (Donnay) en 1988 déstabilise les fonderies du Lion qui enchainent les plans de restructuration, alors que plus aucun investissement n'est consenti pour maintenir l'outil qui est victime d'un incendie en 2001.
En 1990, les fonderies du Lion avaient encore acquis leurs consœur bruxelloise de Nestor Martin, qui avait absorbé précédemment Surdiac. Plusieurs contrats de sous-traitance seront signés, notamment avec le cédant (le groupe norvégien Jøtul) et Buderus. Le capital est restructuré. Le directeur et cinq autres cadres mettent sur pied "Energ Trade Invest" pour racheter les parts de la famille Donnay et opérer la fonderie. On tente également une diversification vers les chaudières à mazout (le produit phare du voisin des "Fonderies Saint-Roch").

## Faillite et reprise
En 2011, Les fonderies du Lion sont déclarées en faillite. Un investisseur espagnol investi quelque peu dans le cadre de son plan de reprise mais la nouvelle structure est à nouveau contrainte de déposer le bilan en 2014.
Deux projets renaissent de la faillite : "La fonderie de Couvin", créée en 2017, a investi dans un nouveau four électrique mais a peiné à l'installer et à décrocher des contrats durant la crise du Covid et s'est retrouvée à court de trésorerie en 2021. Des près de 3 millions d'euros injectés dans cette usine qui n'a pas vraiment tourné, moins de vingt pourcents seront récupérés par la curatelle.
Parallèlement, quelques salariés relancent en 2015 une activité dans un bâtiment distinct sous le nom SCJ Stove Works (qui exploite les marques Nestor Martin et Surdiac, qui appartiennent à la société espagnole Hergom. L'ancien directeur des fonderies du Lion Rudy Cyris détenant les marques Somy et Ciney). L'effectif est ramené de 160 à moins de 20 salariés de part et d'autre.